# Ribes leptanthum
Ribes leptanthum är en ripsväxtart som beskrevs av Asa Gray. Ribes leptanthum ingår i släktet ripsar, och familjen ripsväxter. Inga underarter finns listade i Catalogue of Life.

## Bildgalleri

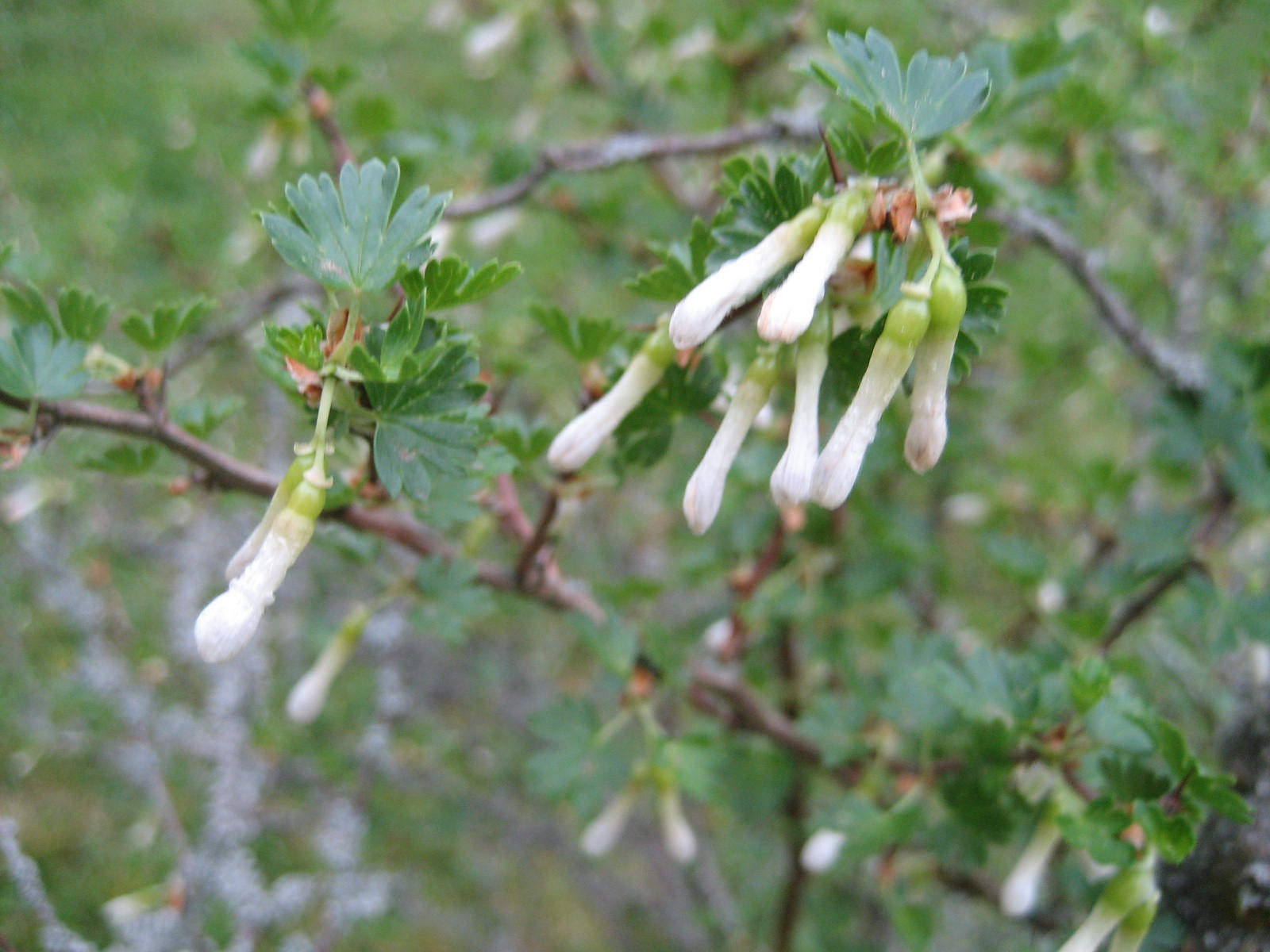
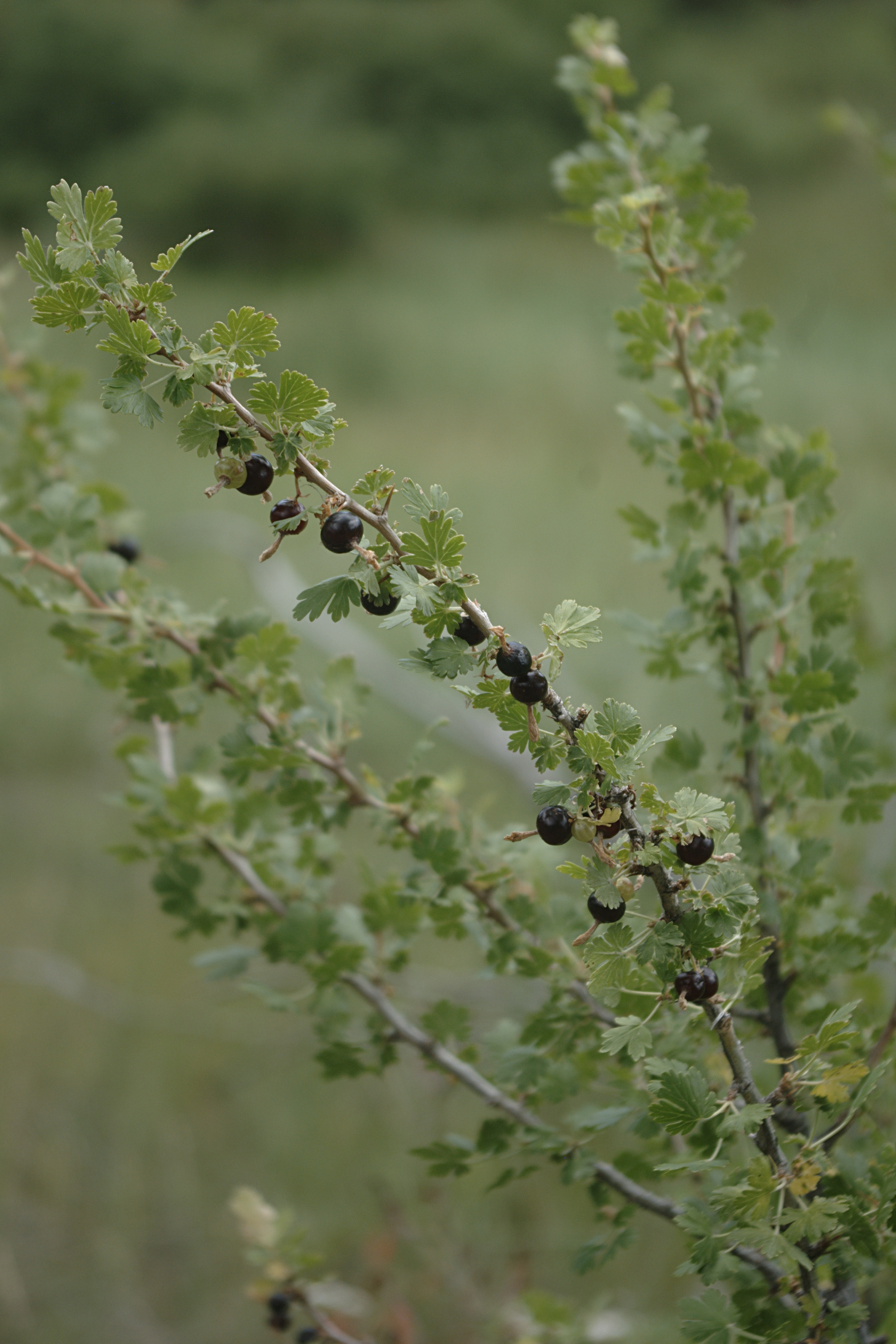